# 1964年自由民主党総裁選挙
1964年自由民主党総裁選挙（1964ねんじゆうみんしゅとうそうさいせんきょ）は、1964年（昭和39年）7月10日に行われた日本の自由民主党の党首である総裁の選挙である。
選挙戦は、現職の池田勇人が初回投票で過半数獲得による圧勝を目指す一方、佐藤栄作と藤山愛一郎は連携して決選投票に持ち込む戦略をとった。派閥間の金銭供与が激化したとされ、当時の新聞報道などでは「実弾」という隠語を用いてその熾烈さが報じられた。

## 概要
1964年に池田勇人総裁の任期満了を受けて文京公会堂で行われた自由民主党総裁選挙である。三選を期する池田勇人（池田派）が、池田の政権運営に批判的であった佐藤栄作（佐藤派）、藤山愛一郎（藤山派）を破って三選を果たした。
選挙戦前、池田の出馬を阻止しようとする動きが佐藤への禅譲工作とあわせてあったとされるが池田は拒否し、ともに「吉田学校」の優等生といわれていた池田と佐藤の直接対決となった。
現職池田は一回目の投票で過半数を獲得することで党内の安定化を図り、佐藤は藤山派と二・三位連合を結び、決選投票に持ち込もうとするなどといった思惑が重なり、この総裁選にはかつてないほどの"実弾"が飛び交ったといわれている。そのため次のような隠語まで登場した。これらは、支持と金銭が複雑に絡み合った当時の派閥の力学を反映している。
- 「生一本」（所属している派閥の意向に従うこと）
- 「ニッカ」（二派閥から金をもらうこと）
- 「サントリー」（三派閥から金をもらうこと）
- 「オールドパー」（あちこちの派閥から金をもらい、結局誰に投票したか不明なこと）

結果的には、池田派と佐藤派という保守本流同士の争いの中、党人派の支持を得た池田薄氷の勝利となったが（後述）、これは大方の予想を覆す接戦であった。佐藤陣営は派閥の枠を超えて支持を呼びかけ、大野派や河野派、三木派といった党人派の池田支持グループの中にも支持を確約するものが少なくなかった。ただ、メディアは池田優勢の報道を続け、投票日の前日の朝日新聞は「池田圧勝」を報じた。そのことが「勝ち馬に乗る」議員心理に与えた影響が少なくなかったとされ、佐藤陣営は「新聞にやられた」と悔しがった。
また、佐藤陣営の側から見た敗因として福田赳夫は、①前述の情勢報道、②佐藤派と藤山派の調整不足（元来藤山派内には池田支持・佐藤支持の対立があった上、藤山本人は必ずしも佐藤との連携に積極的ではなく、2位・3位連合が成立したのは総裁選の2日前だった）、③佐藤支持であるはずの石井派の統一が不十分で、池田派に切り崩されたこと、を挙げている。
逆に池田陣営から見て興味深い動きをした一人が田中角栄（当時大蔵大臣）である。田中は佐藤派であったが、池田とは旧知で力を貸していた。佐藤派幹部で池田と口が利けるのは田中だけで、池田と佐藤を繋ぐ者は当時すでに議員を引退していた吉田茂を除くと田中しかいなかった。総裁選の間、田中は佐藤派の事務所にはほとんど姿を見せず、1回来たが挨拶しただけで帰ってしまった。佐藤も田中の微妙な立場は知っていて「田中のことは触れるな」と言っていたという。田中が積極的に佐藤側に付いていれば佐藤が勝ったといわれる。
さらに大野伴睦及び大野と親しかった渡邉恒雄の動きがあった。池田にとって大野派の支持は決定的に重要だったが、総裁選を目前に、副総裁だった大野は脳溢血で倒れた（5月29日死去）ため、池田には痛手と報じられた。大野自身は池田と近く佐藤嫌いで知られたが、大野派内部では総裁選で池田を推すか佐藤を推すか、意見が分かれていた。渡邉は池田支持だったため、病床の大野に「あなたは佐藤には騙されたことがあるが、池田には騙されたことがない。今回も池田を支持すべきだ」と話したが、大野はかなり容体が悪く返事がない。渡邊は秘書の山下勇や中川一郎と仕掛け、大野が権力を維持するためには、大野が元気で、しっかり意思表示できるという証明がいると、まず面会謝絶にして、大野が毎日俳句を作っていることにしてそれを記者会見で発表した。俳句は多少心得のあった大野の第3秘書が書いた。その後、渡邉が大野事務所に行き「大野さんは池田支持に決めた」とみんなに言うと幹部の船田中や原健三郎が「大野先生の意向は決まった」と叫び、大野派40名が池田支持に回った。渡邊はこの功績によって池田に可愛がられるようになり、大野派を継いだ船田派番となり、旧大野派の窓口になって池田に直接閣僚人事を交渉したという。

## 選挙データ

### 総裁
- 選挙前：池田勇人（第4代）
- 選挙後：池田勇人（第4代）

### 投票日
- 1964年（昭和39年）7月10日

第14回臨時党大会で実施。

### 選挙制度
- 決選投票制

総裁公選規程に基づく公選
投票方法
秘密投票、単記投票、1票制
選挙権
党所属国会議員、党都道府県支部連合会地方代議員
被選挙権
党所属国会議員
有権者
（不明）
- 党所属衆議院議員：（不明）
- 党所属参議院議員：（不明）
- 地方代議員　　　：046

## 選挙活動

### 候補者
立候補制ではなかったものの、選挙活動した国会議員。
| 池田勇人                                                                  | 佐藤栄作                                                                              | 藤山愛一郎                                                                  |
|                                                                           |                                                                                       |                                                                             |
| 衆議院議員 （6期・広島2区） 内閣総理大臣（1960-現職） 党総裁（1960-現職） | 衆議院議員 （7期・山口2区） 北海道開発庁長官（1963-現職） 党政務調査会長（1957-1958） | 衆議院議員 （3期・神奈川1区） 外務大臣（1957-1960） 党総務会長（1963-現職） |
| 宏池会 （池田派）                                                         | 周山会 （佐藤派）                                                                     | 愛正会 （藤山派）                                                           |
| 広島県                                                                    | 山口県                                                                                | 東京府                                                                      |

## 選挙結果
池田は過半数を上回ることわずか4票、かろうじて一回目投票での総裁3選を果たすという「苦い勝利」（秘書官の伊藤昌哉）であったが、「一輪咲いても、花は花」（池田を支持した松村謙三）とも言われた。池田は佐藤・藤山の合計を40票上回るとの見通しを持っていたため（実際は10票）、ショックを受けていたという。一方の佐藤も藤山派との連携により決選投票での逆転勝利に自信を見せていただけに、落胆は大きかった。
第1回総裁選から1972年（昭和47年）の第12回総裁選までは立候補制ではなかったため、自民党所属の国会議員への票はすべて有効票として扱われた。

### 候補者別得票数
| 候補者                   | 得票数 | 得票率 |
| ------------------------ | ------ | ------ |
| 池田勇人                 | 242    | 50.95% |
| 佐藤栄作                 | 160    | 33.68% |
| 藤山愛一郎               | 72     | 15.16% |
| 灘尾弘吉                 | 1      | 0.21%  |
| 総計                     | 475    | 100.0% |
| 有効投票数（有効率）     | 475    | %      |
| 無効票・白票数（無効率） |        | %      |
| 投票者数（投票率）       |        | %      |
| 棄権者数（棄権率）       |        | %      |
| 有権者数                 |        | 100.0% |
| 出典：朝日新聞           |        |        |

## その後
ともかくも三期目をスタートさせた池田であったが、その後体調を崩して入院、その結果喉頭癌が発見される。池田本人にガンであることは告知されなかったが、体調の悪化により東京オリンピック閉会式の翌日10月25日に内閣総辞職を表明した。
先の総裁選での遺恨が残っていた党内では、再度の総裁選は避けたいという機運が高まり、話し合いによる総裁選出となる。三木武夫幹事長と川島正次郎副総裁などによる党内調整の結果、この総裁選で2位を獲得した佐藤栄作が後継者に妥当との判断を示し、11月9日に池田総裁指名により、佐藤を後継首班候補として選出した（池田裁定）。同日、国会での指名を受けて新たに内閣総理大臣となった佐藤が自由民主党総裁として正式に選出されるのはこの後、12月1日のことである。
田中は前の選挙戦では佐藤を裏切った形となったが、池田の近くにいたため、池田が病に倒れた後、池田を見舞い、最も早く池田の病状や胸中を察知でき、池田が「後継を佐藤」と判断しているという認識を佐藤に橋渡しすることで先の総裁選での佐藤への義理を返した。